# Малакко, Джеймс
Джеймс Малакко (англ. James I. Malacko; 27 мая 1930, Эдмонтон, Канада — 25 декабря 2016, там же) — канадский хоккеист, победитель чемпионата мира по хоккею во Франции (1951).

## Спортивная карьера
С 1950 г. выступал на позиции защитника за любительский клуб «Летбридж Мэйпл Ливз», на основе которого была сформирована национальная сборная, выигравшая золотые медли чемпионата мира по хоккею во Франции (1951). В ходе турнира канадцы абсолютно доминировали, выиграв все шесть своих игр с разницей забитых и пропущенных шайб 62:6. Получил спортивное прозвище «Коротышка» («Shorty»). В том же году в составе «Летбридж Мэйпл Ливз» выиграл золото на Кубке Сэра Уинстона Черчилля в Лондоне. Всего во время европейского турне команда сыграла 62 игры, выиграв 51.
После чемпионата остался в Европе, выступал за британский клуб «Хэрринггей Рэйсерс», год спустя переехал в ФРГ, чтобы помочь в подготовке национальной сборной к зимней Олимпиаде в Осло (1952). Год спустя он вернулся в Канаду, женился и поселился в Нельсоне, где он продолжал играть в хоккей в течение 12 лет в составе клуба «Нельсон Мэйпл Лифс». В составе клуба в сезоне 1964/65 становился финалистом Кубка Аллана.
В 1974 г. все победители мирового первенства 1951 г. были введены в Зал спортивной славы провинции Альберта.